# Hárfa

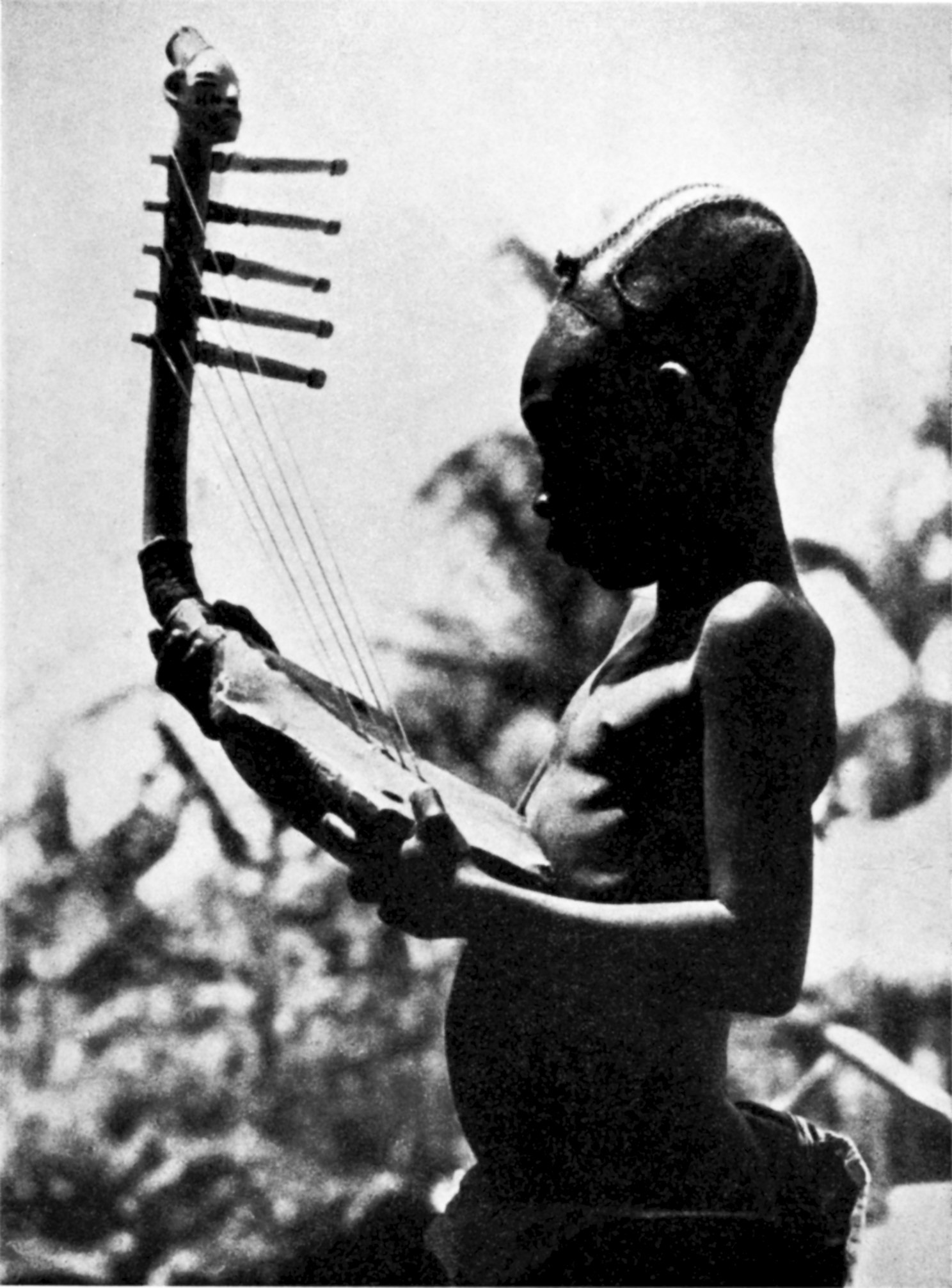
Afrikai hárfa (Mangbetu nép)

A hárfa húros, pengetős hangszer. Jellegzetessége, hogy húrozatának síkja merőleges a húrok rezgését hangként kisugárzó hangszertetőre. A húrok a hangolásuknak megfelelően különböző hosszúságúak, emiatt a hárfák körvonala gyakran háromszöghöz hasonló. A húrok a hárfa teste és hozzá csatlakozó nyaka között feszülnek, ezek végét egy harmadik elem, az oszlop kötheti össze. Felépítése alapján a hárfa lehet ívhárfa vagy szöghárfa, ha oszlopa is van, kerethárfa.
A hárfát vagy az egyik, vagy mindkét kéz ujjaival pengetik.
A hárfa az egyik legősibb húros hangszer, az ókori kelet legfontosabb húros hangszere a líra mellett. Fejlett változata, a pedálhárfa a nyugati klasszikus zene, a szimfonikus zenekarok egyetlen rendszeresen használt pengetős hangszere. Ezeknél a pedálok használatával a diatonikus hangolású húrok hangmagasságát egy vagy két fokozatban félhanggal módosítani lehet, így a kromatikus hangok is elérhetőek.
A hárfa a nyugati kultúrában különösen gazdag szimbolikus összefüggésekben: a középkor óta Dávid király és Orpheusz attribútuma.
A 2010-ben alapított HarpPost blogon számos hárfával, hárfásokkal és hárfakészítőkkel kapcsolatos írás jelent meg.

## Leírása

### Felépítése
A lantféleségekhez hasonlóan a hárfa húrjainak egyik vége egy húrhordozó nyakhoz, a másik egy testhez, közelebbről az üreges hangszertestet befedő, a hangot kisugárzó rezonánshoz, hangszertetőhöz csatlakozik. Ami megkülönbözteti, hogy húrjainak síkja nem párhuzamos a hangszertetővel, hanem merőleges rá. A nyakat és a testet bizonyos esetekben oszlop kapcsolja össze, amivel a hangszer formája zárt háromszöggé egészül ki, ezzel növelve statikai teherbíró képességét. Az oszlop nélküli változatot nyitott hárfának, az oszloppal ellátottat kerethárfának is nevezik.
A hárfák húrjai bélből, ínból, összefont selyemből vagy lószőrből, fémszálból, újabban nylonból készülnek. A nyakhoz egy-egy behangoló apparátus közvetítésével csatlakoznak, ami lehet egyszerűbb esetben speciális hurok, elforgatható bőrgyűrű, vagy hangolókulcs, hangolószeg. A húrok másik vége a rezonánstetőhöz fut, annak középvonala mentén hurkolással vagy húrrögzítő babák segítségével van rögzítve. Sok afrikai hárfán, ahogy reneszánsz európai hárfákon is a húrok végeinél zizegtető szerkezetek lehetnek, amelyek a hangzást színesítik, a felharmonikus-tartalmat növelik.
A hangszertest a többi húros hangszerhez hasonlóan változatos formájú és felépítésű üreges test lehet. A testet lezáró tető vékony fatábla vagy kifeszített bőr. Az egy, vagy bizonyos esetekben több sorban futó húrozat síkja merőleges a hangszertetőre, ugyanakkor a húrok maguk a tető síkjával hegyes szögben érintkeznek. Az előbbi játéktechnikai előnye, hogy a húrokhoz mindkét oldalról hozzá lehet férni, az utóbbi pedig akusztikailag lényeges, mert a húrok rezgése így kedvező módon adódik át a rezonánsnak.

### Formaváltozatai
Vannak hárfafélék, melyek nyaka és teste összefüggő ívet alkot, ezeket ívhárfának nevezik. Szöghárfának hívják azt a formát, ahol a testhez egy egyenes, cölöpszerű nyak merőlegesen vagy hegyes szögben csatlakozik. Függőleges hárfának nevezik azt a változatot, melynek teste, húrjai játék közben függőlegeshez közeli helyzetben állnak. A függőleges szöghárfák nyaka alul helyezkedik el, kifelé mutat (kicsit úgy, mint egy felfordított európai hárfa). Vízszintes hárfa esetén a test vízszintes, a nyak a távolabbi végéből nő ki. Az előbbinél játék közben a zenész hüvelykujja irányában a magas hangok vannak, az utóbbinál a mélyek.
A hárfa nyugati, európai típusa ezektől eltérő formájú: teste, húrjai függőlegesen vagy kissé hátra dőlve állnak, többé vagy kevésbé ívelt nyaka a test felső végéhez csatlakozik, a kettőt görbe vagy egyenes oszlop köti össze, vagyis kerethárfa.
- Ívhárfa változatok az ókori Egyiptomból
- Függőleges szöghárfa Asszíriából
- Kerethárfák: kézi hárfa, pedálhárfa

### Hangolása, használata
A hárfa húrsorozatának hangolása sokféle lehet: pentatonikus, diatonikus, kromatikus stb. Közbenső, módosított hangokat egyes hárfaféléken úgy képeznek, hogy a húr rezgő hosszúságát körömmel való leszorítással megrövidítik. A diatonikus hangsorú hárfa kromatikussá tételére ezen kívül többféle eljárás is kialakult: a kampóshárfánál kézzel működtetett kampókkal lehet egy-egy húr hangolását félhanggal felemelni, a pedálhárfa esetén pedálmechanika módosítja a egy vagy két fokozatban a megfelelő hangokat a hangterjedelem egészében.
A hárfák húrjait leggyakrabban ujjakkal való pengetéssel szólaltatják meg, ritkán pengetővel vagy ütővel. Pengetésre az egyik, vagy mindkét kéz egy, vagy több ujját használják, a kisujjat rendszerint nem.

## Elterjedése, története

### Kelet
A hárfa legkorábbi ismert formája az ívhárfa, amely valószínűleg a legegyszerűbb húros hangszerből, a zenélő íjból fejlődött ki. Jellemzője, hogy hajlított nyaka kivájt üregű testben folytatódik, amelyre bőrhártya feszül; a nyaktól kiinduló húrok sorozata a bőr alatt futó húrrögzítő rúdhoz csatlakozik. Ívhárfát a sumerek már a Kr. e. 3400 körüli vagy még korábbi időtől kezdve használhattak. A legrégibb hárfát Ur városában találták, ez Kr. e. 2600 körülire datálható, de rekonstrukciója már egy fejlett, kifinomult hangszert sejtet.
A IV. dinasztia-korabeli Egyiptomban Kr. e. 2700-tól vannak adatok ívhárfákra, ezek ásóformájúak, négy–hat húrjuk van, méretük változatos. Az újbirodalom korában, Kr. e. 1580-tól új típusok jelentek meg, köztük nagyméretű álló, valamint kicsi, vízszintes helyzetben a vállra téve megszólaltatott hárfák. A megmaradt hangszerpéldányok közül néhány csak négyhúros, a hangszertest a rezonánsként szolgáló bőrrel van bevonva, hátul összevarrva. Teljes hosszúságuk 120 cm körüli. A hárfa egyiptomi neve benet (tudományos átírásban bn.t) vagy dzsadzsat (ḏ3ḏ3.t).
Az afrikai hárfák nagyon hasonló felépítésűek, feltételezik, hogy a napjainkban is több mint 50 különböző afrikai kultúra által használt hárfák ókori egyiptomi gyökerűek. Ma főleg Közép-Afrika egyenlítőtől északra eső részein a nyugati szavannáktól Ugandáig terjedő vidéken fordulnak elő (pl. ardin, ngombi, kundi, ennanga). Az afrikai hárfáknak öt–tíz húrjuk van és állítva, fektetve, minden lehetséges tartással használják ének kíséretére.
Kr. e. 1900 körül Mezopotámiában az ívhárfa eltűnt, helyette egy új változat, a szöghárfa jelent meg, ami néhány évszázad után Egyiptomban is meghonosodott, de ott együtt létezett az ívhárfákkal. A szöghárfa hosszúkás rezonátortestébe vagy annak nyélszerű nyúlványába a nyak merőleges helyzetben vagy hegyes szögben van becsapolva. Függőleges és vízszintes tartású változatai egyaránt ismertek. A függőlegeseket általában ujjakkal, a vízszinteseket gyakran verővel vagy pengetővel szólaltatják meg.
A különböző típusú hárfák húrjaik számában is jelentősen eltérnek: az ismert hangszermaradványok alapján a függőleges szöghárfáknak Kr. e. 1300-tól egészen Kr. u. 1600-ig 15–25 húrja volt, leggyakrabban 21; az ívhárfáknak legtöbbször 10-nél kevesebb. A vízszintes szöghárfák húrszáma csak ábrázolások alapján becsülhető meg, 9 körüli.
Babilóniai ábrázolásokon, terrakotta lapkákon a Kr. e. 2. évezredtől, az asszír művészetben a Kr. e. 1. évezredtől láthatók szöghárfák, Közép-Ázsiában a Kr. e. 4. századtól bizonyított a létezésük. A selyemút mentén ez a hárfatípus eljutott a keleti Han-dinasztia-korabeli (Kr. u. 25–220) Kínába majd tovább, Koreába, Japánba. A szöghárfa az 1300 és 1600 közötti időszakban készült perzsa miniatúrákon is feltűnik, a hárfa perzsa neve čang. Hasonló hárfatípusok a grúzok (čangi), manysik, hantik között is elterjedtek, ezeket az 1930-as évekig használták.
A hagyományos mezopotámiai ívhárfák egy rokona az indiai ikonográfiában a Kr. e. 2. századtól jelent meg, a Kr. u. 9. századig volt használatban vína néven. E hangszer leszármazottja lehet a napjainkban is élő tradíciót képviselő burmai vízszintes ívhárfa, a szaung gauk.
Keleten a hagyományos hárfák a 17. század után már nem szerepelnek ábrázolásokon, használatuk marginálissá vált.

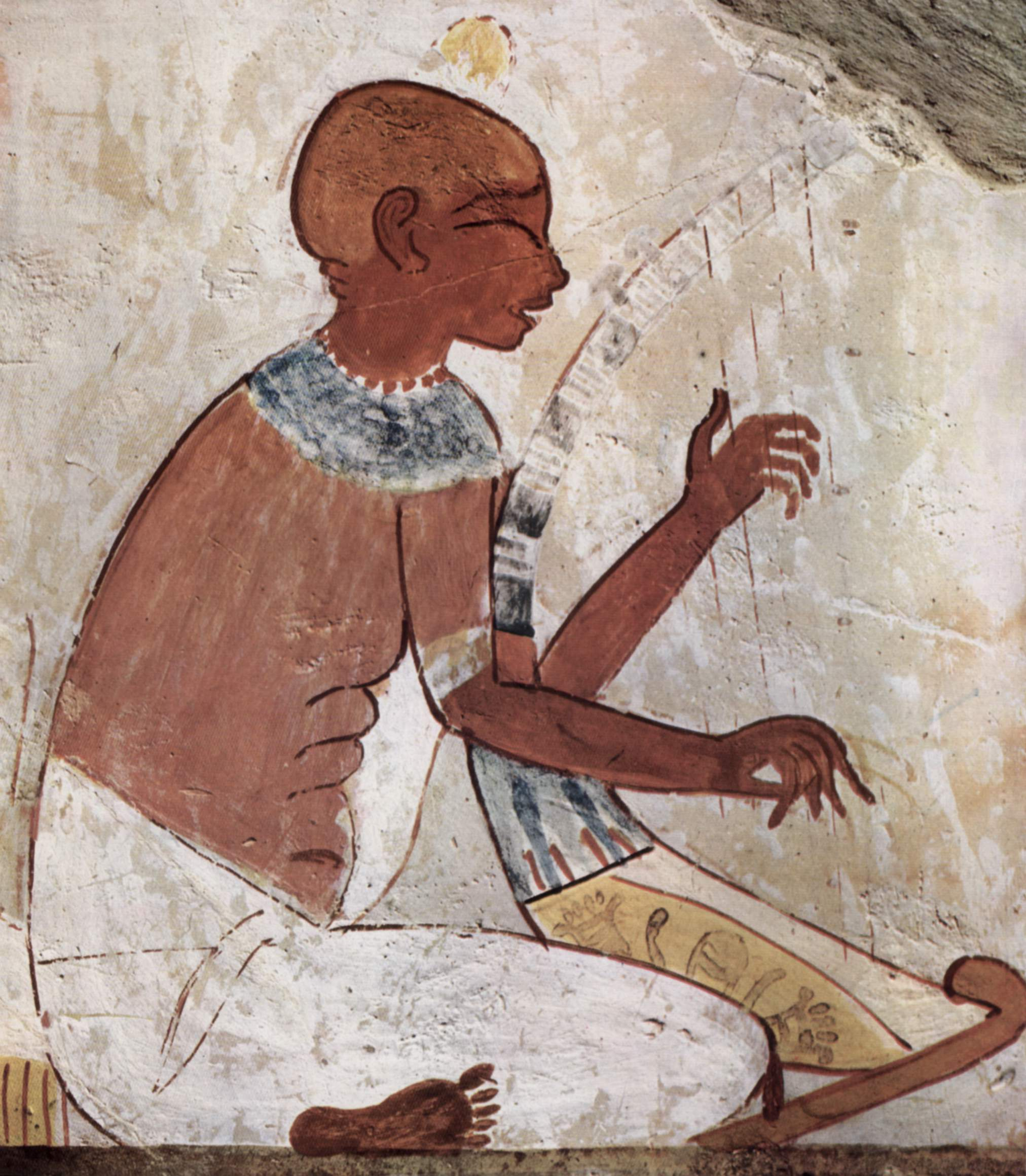
Egyiptomi ívhárfa, kb. Kr. e. 1422–1411
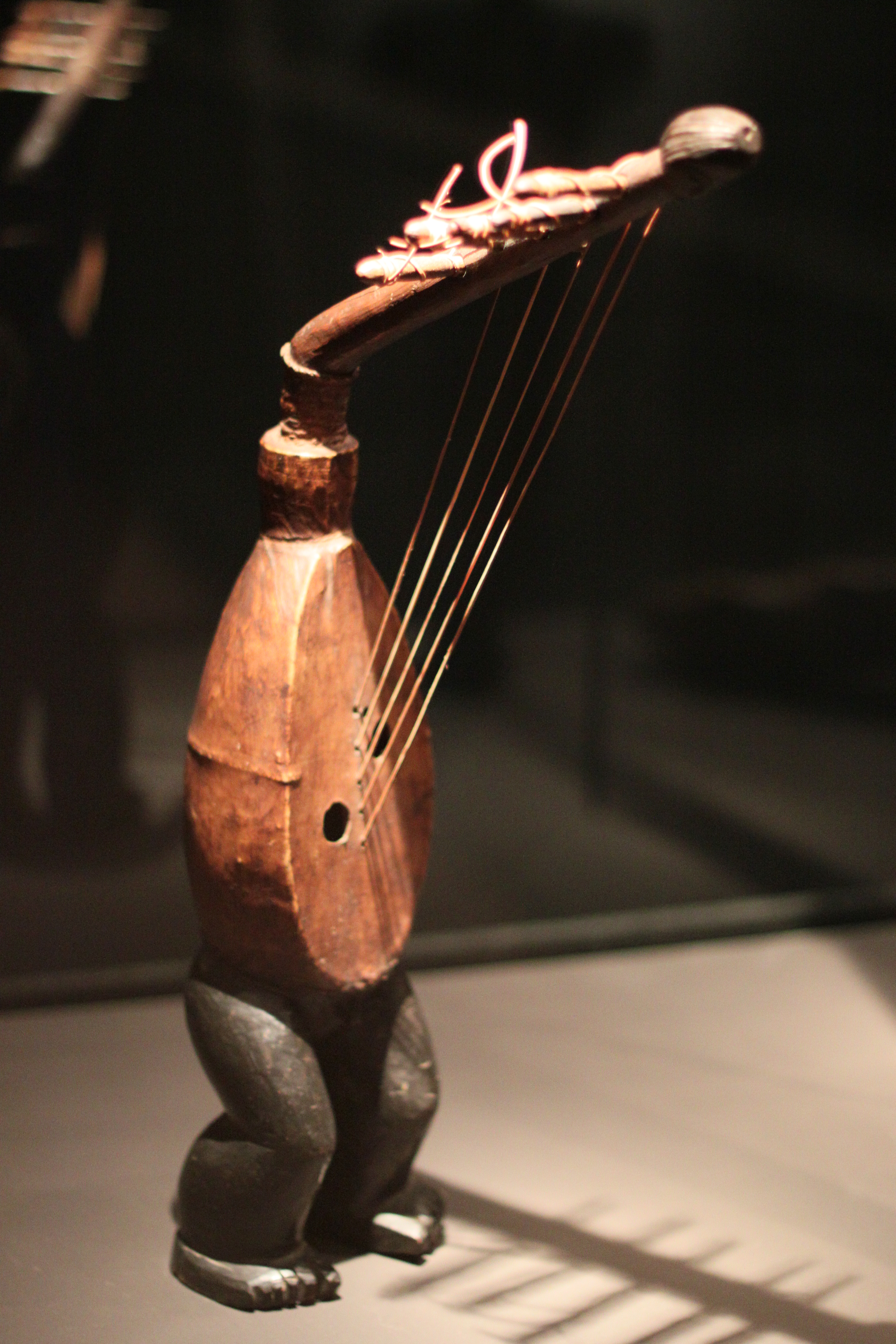
Ívhárfa, Kongó
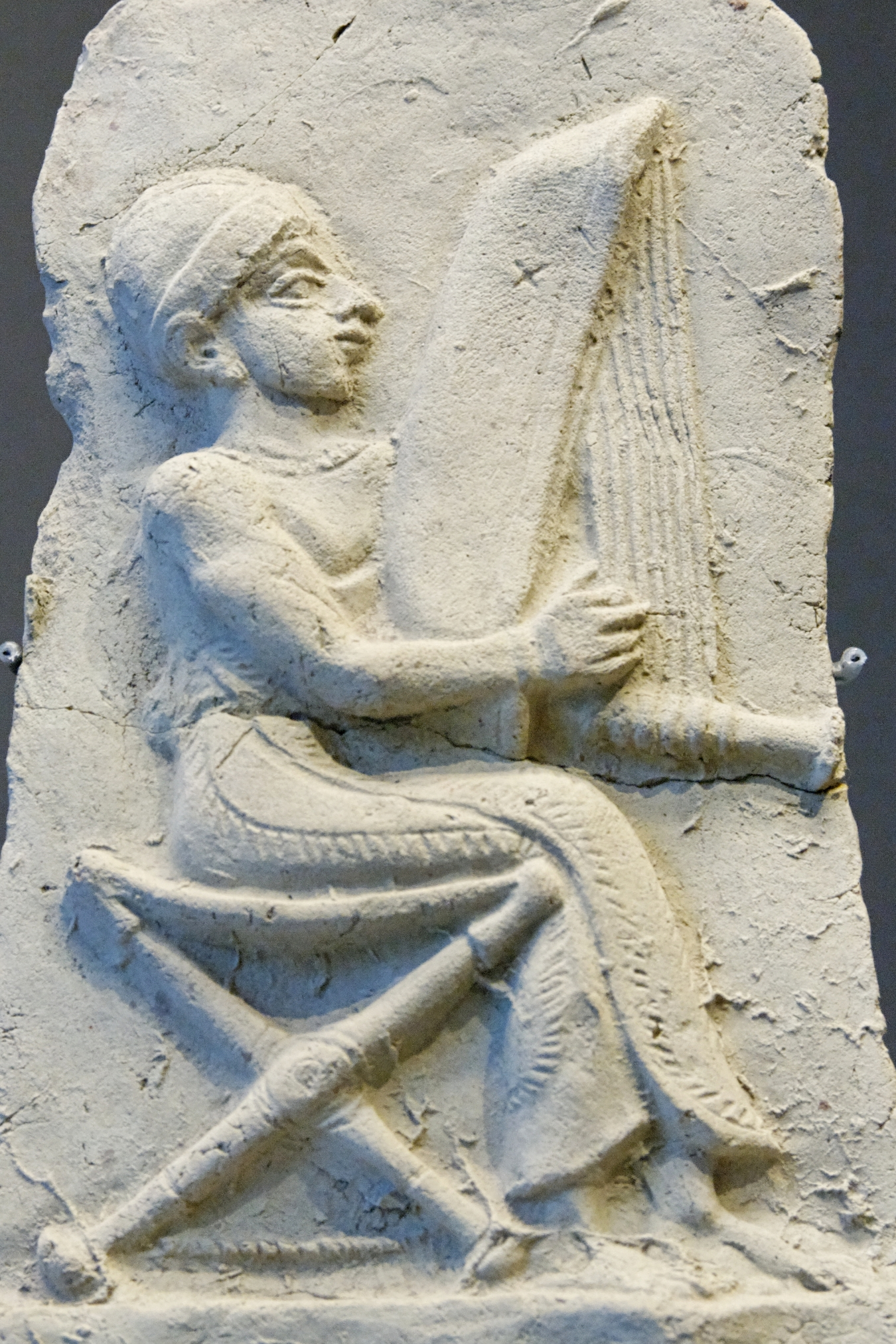
Függőleges szöghárfa, Esnunna, Kr. e. 2. évezred
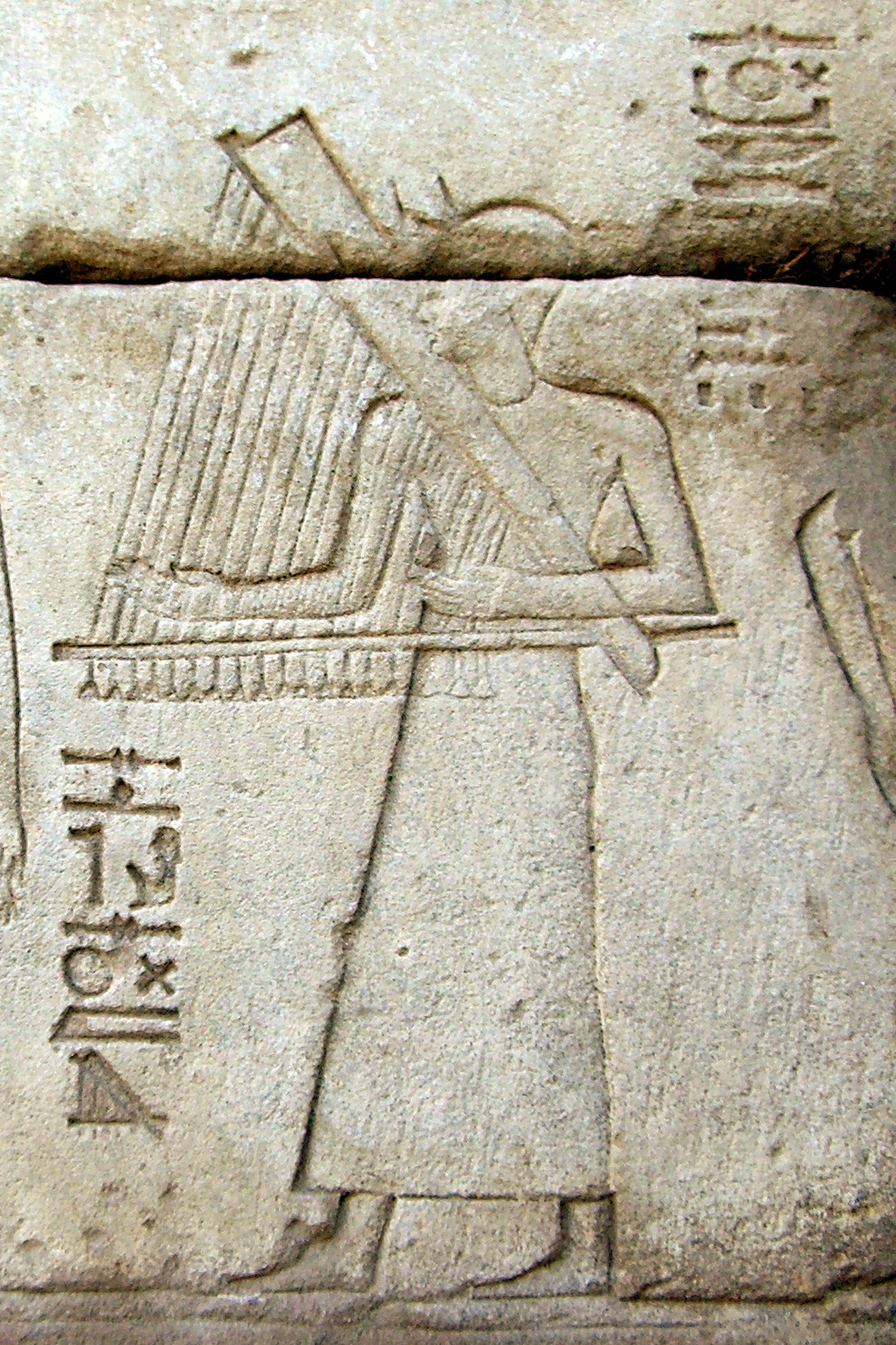
Egyiptomi függőleges szöghárfa
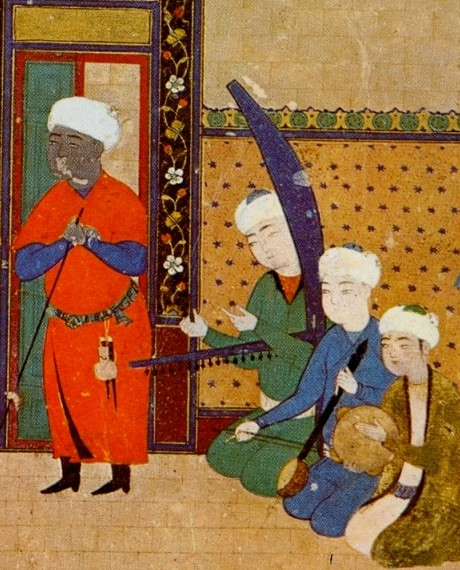
Szöghárfa egy perzsa miniatúrán

### Égei-tenger, görögök, Róma
Az Égei-tenger vidékén a kükladikus kultúra korai, Kr. e. 3. évezredbeli korszakából kis márványszobrocskák maradtak fenn, melyeken hárfán játszó ülő alakok ismerhetők fel. Ezek a kerethárfa legkorábbi ismert ábrázolásai. Hasonló hangszert vélnek a kutatók felfedezni a minószi civilizáció egyes pecsétnyomóin is a Kr. e. 1900–1700 közötti időszakból. Az ezt követő ezer évben nem találhatók az Égei-tenger vidékén hárfára utaló nyomok.
Görög vázafestményeken a Kr. e. 5. század második felétől tűnnek fel hárfák. Ezeknek három típusa van: az egyik a keleti függőleges szöghárfákra hasonlít, erősen ívelt, díszített testtel; a másik ugyanennek egy változata oszloppal ellátva; a harmadik egy semmilyen ismert hárfaféleséggel nem rokonítható háromszögletű kerethárfa-típus orsó alakú testtel. A különböző típusokon a húrok száma 9 és 20 közötti. Az ábrázolásokon a hárfások szinte mindig nők, gyakran múzsák, a hangszert ülő helyzetben használják. A vázaképeken látható hangszerek neve nem ismert.
Az írott forrásokban korábban is felbukkannak hárfaként azonosítható hangszerek: a Kr. e. 6. század elejétől kezdve Szapphó, Alkaiosz, Anakreón, Pindarosz egyaránt ismertek egy péktisz nevű, sokhúrú, kézzel pengetett hangszert, amelyet lüdiai eredetűnek tekintettek. Attikai írók egy trigónon vagy trigónosz (τρίγωνος = ’háromszögletű’) nevű hangszert is említenek, amit a péktisztől különbözőnek, de hozzá hasonlóan „sokhúrúnak” írnak le; néhol trigónon pszaltérionnak is nevezik. A pszaltérion szó az ujjakkal pengetett sokhúrú hangszerek, hárfák összefoglaló neve volt. További, feltehetőleg hárfaféléket jelölő hangszernevek a magadisz és a szambüké is.
Az ókori Róma a hárfát sosem fogadta be, a kivételesen ritka ábrázolásokon nem a görög vázaképekről ismert hangszerváltozatok, hanem keleti vagy egyiptomi típusú szöghárfák láthatók. A latin nyelvben nem volt szó a hárfára, Iuvenalis chordæ obliquæ-ként (’ferde húrok’) írja körül.

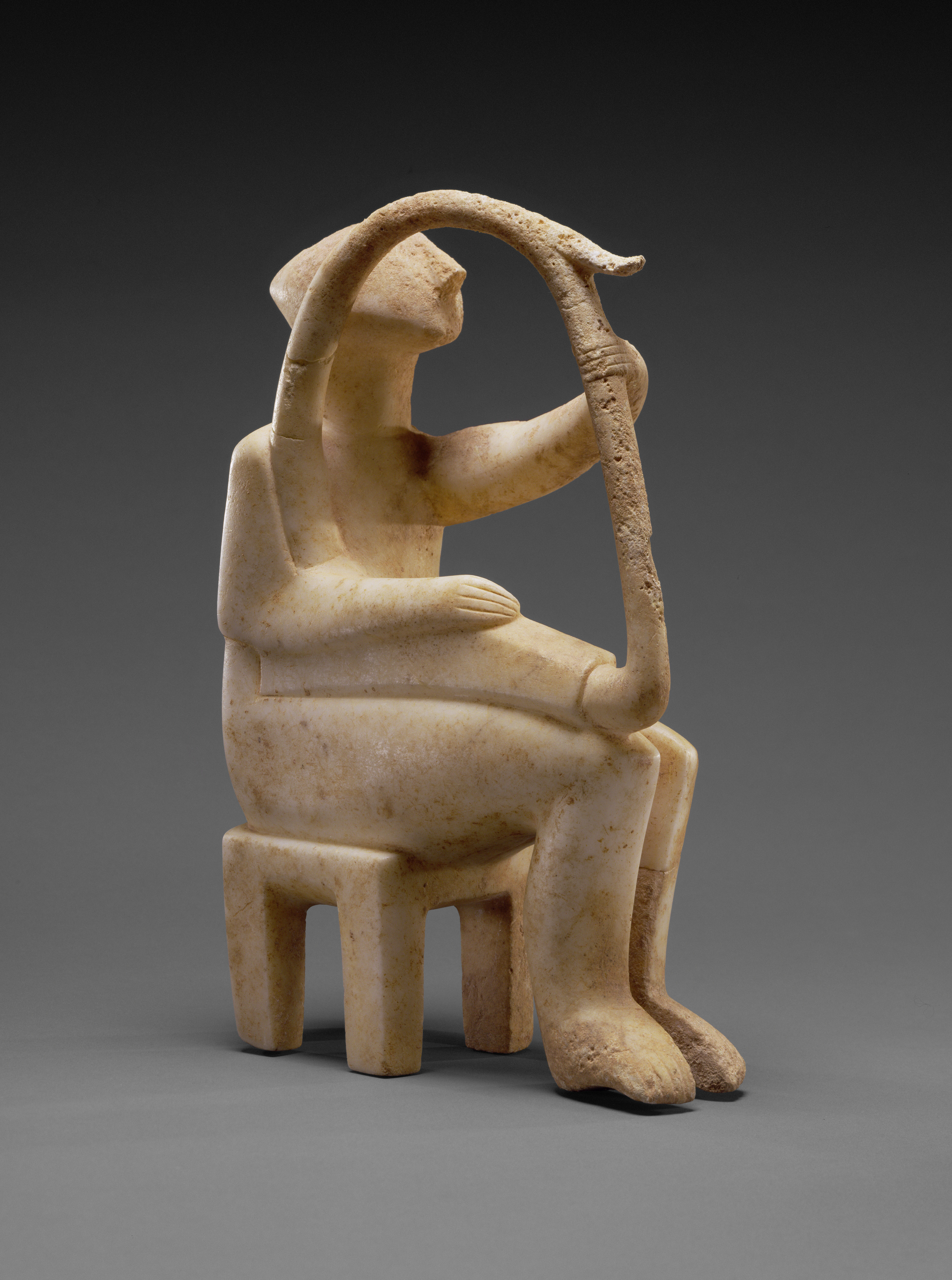
Hárfás, Kükládok, Kr. e. 3. évezred
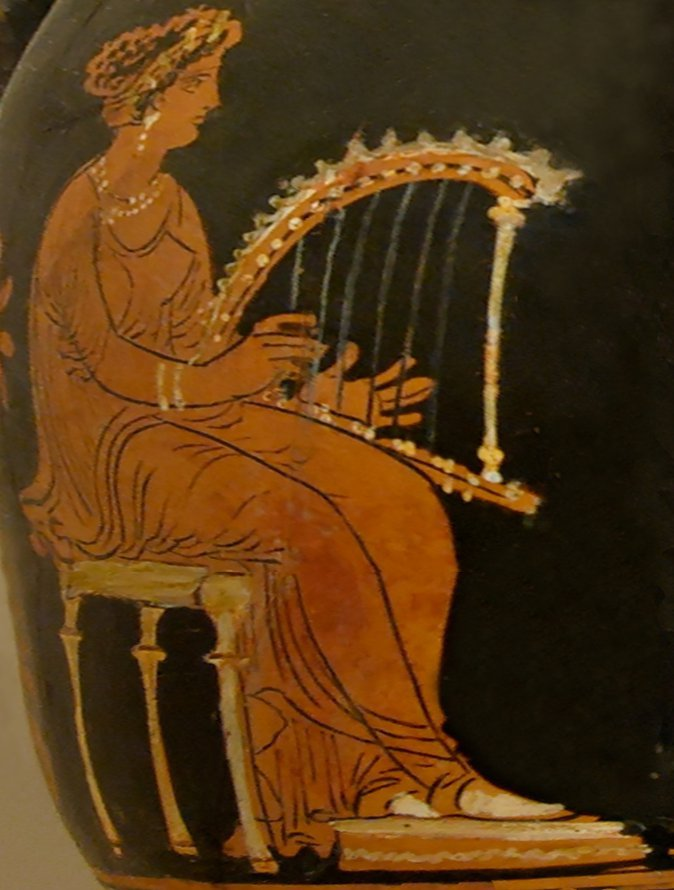
Pszaltérion görög vázafestményen
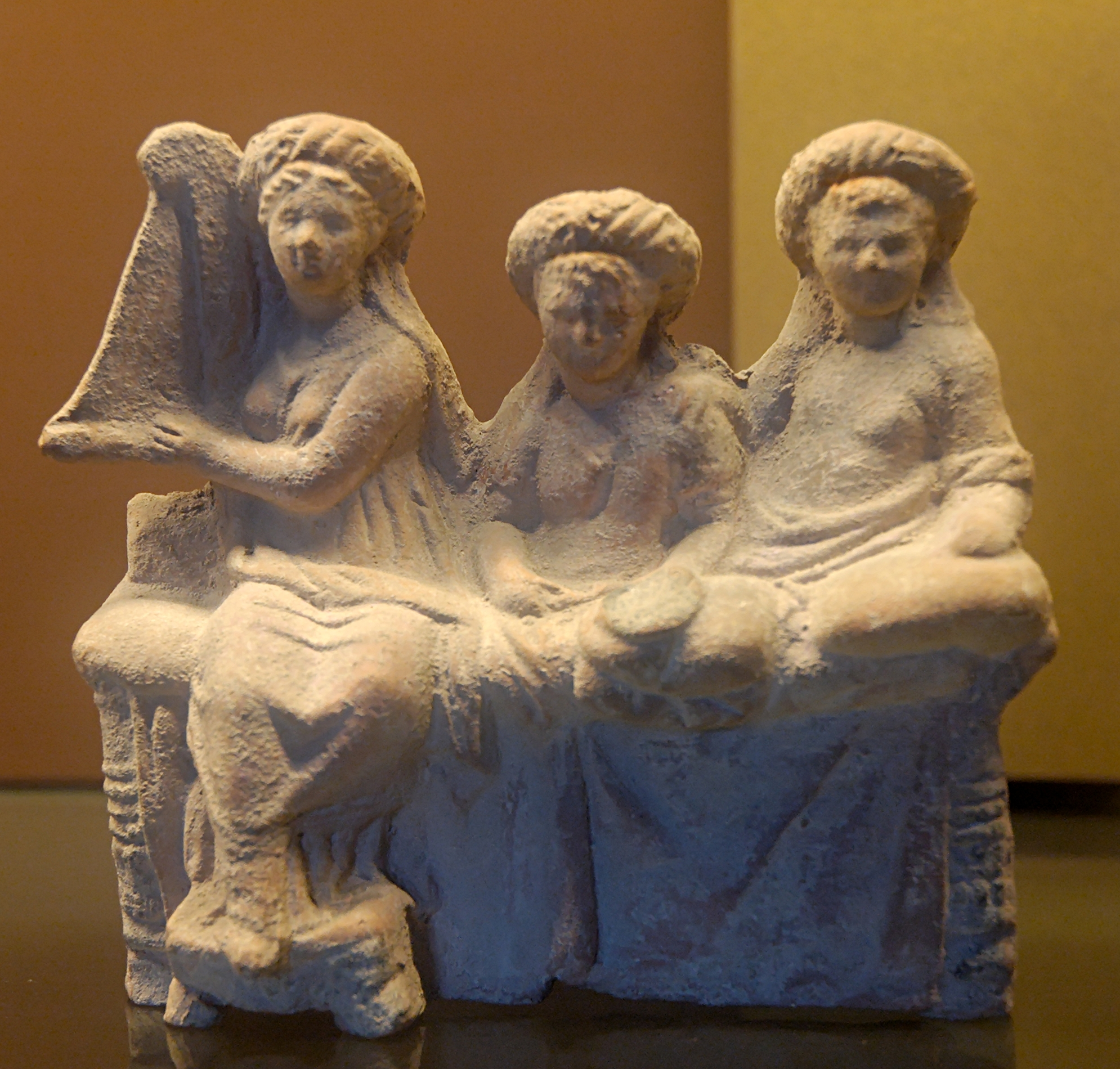
Görög terrakotta figurák hárfával

### Nyugat
Legkorábban Írországban, Skóciában a Kr. u. 8–9. századi ábrázolásokon tűnik fel egy új típusú, valószínűleg kelta eredetű hárfa, mely a korábbi hárfafélék túlnyomó többségétől abban különbözik, hogy nyakát és testét oszlop köti össze, tehát kerethárfa. Legrégibb megmaradt példányai a 14. századból valók, ezek jellegzetesen zömök, ívelt oszlopú és nyakú hangszerek fa rezonánssal, fém húrozással. Az ír népi hárfa, a clarsach mind a mai napig ebben a formában épül, ilyen típusú hangszer szerepel ma is Írország címerében.
Ez a hárfatípus Anglián keresztül már a 9. század során eljutott a kontinensre. Az ezredforduló táján német földön a neve cythara anglica, miközben a cythara teutonica a lírát jelölte. A líra jelentősége fokozatosan csökkent, ezzel szemben a hárfa főnemesek, királyi családok tagjainak hangszere lett.
A 15. század folyamán a nehézkes „román” típusú hárfát egy új, „gótikus” vagy „burgund” forma váltotta fel, amely sokkal karcsúbb, oszlopa egyenes. Ennél a típusnál a test, a nyak és az oszlop kevésbé élesen különül el egymástól, mint elődjénél. A középkori hárfa már bélhúrokkal volt felszerelve, két kézzel, több szólamban is játszottak rajta. A kb. 75 cm-es kis hangszerek 19 húrosak, két és fél oktáv hangterjedelemmel. A reneszánsz hárfa nagyjából egy méter magas 24–26 húrral, húrjaihoz a tetőn való rögzítésük fölött gyakran a hangzásukat színesítő kis zizegtető szerkezetek csatlakoznak.

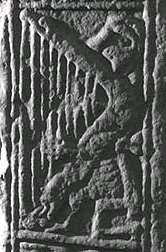
Skóciai hárfaábrázolás, Kr. u. 800 körül
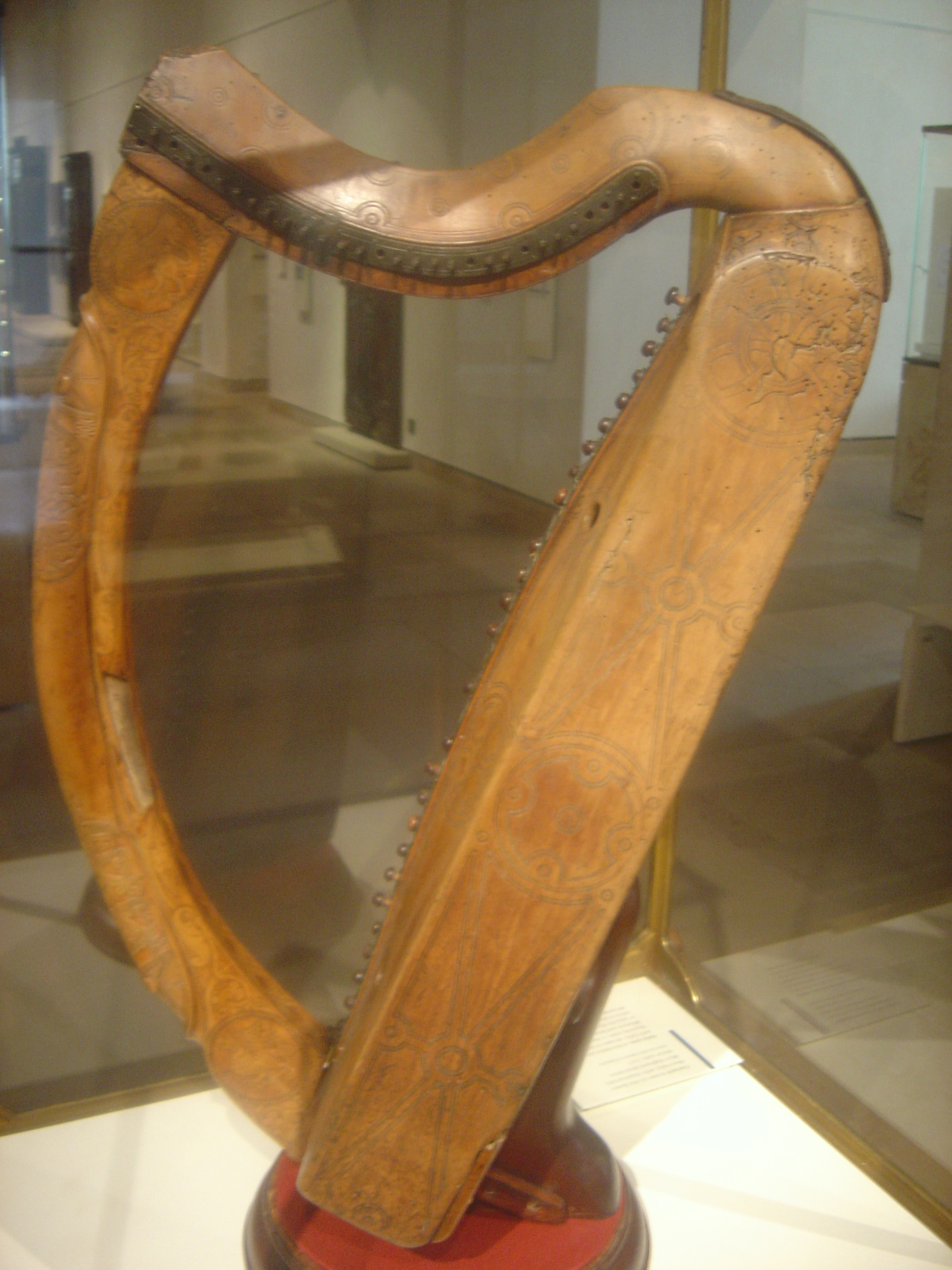
Kelta hárfa Skóciából, 1400 körül
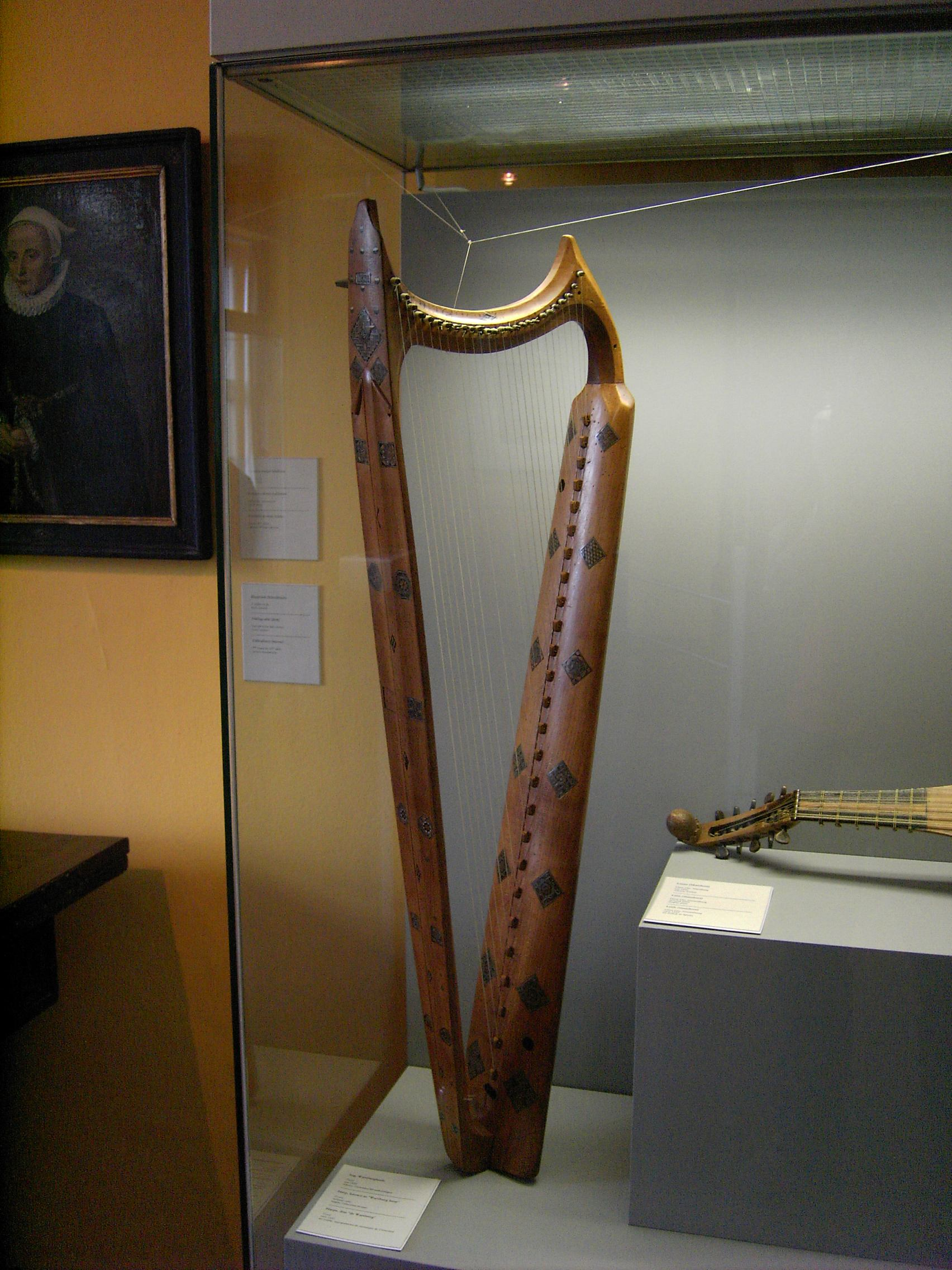
„Gótikus” formájú hárfa

A 17–18. századi hárfa kb. 1,3 m magas, hangterjedelme négy teljes oktávot fog át. Elsősorban Spanyolországban, Itáliában volt népszerű. A Latin-Amerikai populáris zenében ma is széles körben használt hárfafélék leginkább ezzel a hárfatípussal állnak rokonságban. A latin-amerikai hárfák jellemzője az egyenes oszlop, a sokszor lábakra állított test. A hárfa Mexikó, Venezuela, Peru, Paraguay jellemző hangszere.
Ebben az időben kísérletek történtek arra, hogy a kor többi hangszeréhez hasonlóan a hárfát is kromatikussá tegyék, vagy legalábbis alkalmassá arra, hogy többféle hangnemben lehessen rajta játszani.
- A kétsoros kromatikus hárfán a húrok két párhuzamos sorban futnak, az egyikben a diatonikus, a másikban kromatikus hangok vannak.
- A háromsoros kromatikus hárfán a két külső sor egyformán diatonikus, belül, a középső sorban vannak a kromatikus hangok.
- A kereszthúros kromatikus hárfán két húrsor keresztezi egymást, egyikben a diatonikus, másikban a kromatikus hangok vannak.

Az ilyen hárfák a sok húr miatt mind játéktechnikailag, mind akusztikailag nehézkesek voltak, e problémák megoldására született meg a 17. század második felében a kampóshárfa. Ennek egyetlen húrsora diatonikus hangolású, de bizonyos húrjai a nyak fájába illesztett elfordítható kampók segítségével megrövidíthetők, fél hanggal feljebb hangolhatók.
1720 körül jelentek meg először olyan hárfák, amelyeken az elforgatható kampók helyett pedálokkal a húrokhoz tolható kampók módosítják a hangokat: ezek a pedálhárfa első változatai. A pedálok száma fokozatosan hétre emelkedett, hogy minden egyes diatonikus hangot az összes oktávban együtt lehessen fél hanggal felemelni. Ezek a hangszerek alaphelyzetben Esz-dúr hangolásúak, a pedálok segítségével tehát az Esz-dúrtól E-dúrig terjedő nyolc hangnemben lehet rajtuk játszani.
Ahhoz, hogy a diatonikus hárfán a nyugati tonális zene összes hangneme elérhető legyen, arra van szükség, hogy a hangsor hangjait mind felfelé, mind lefelé módosítani lehessen. Ebből a célból született meg 1810 körül a kettőspedálhárfa, aminek mind a hét pedálja két-két fokozatban nyomható le. Az ilyen hárfa Cesz-dúr hangolású, a Cesz-pedál első fokozatában C, a másodikban Cisz szólaltatható meg, és így tovább minden törzshangra. A kettőspedálhárfán a hangok módosítását már nem kampó, hanem hangonként két-két elforduló villás tárcsa végzi, hogy a húrok ne mozduljanak ki eredeti helyzetükből. A pedál mozgását a tárcsáknak továbbító mechanika az oszlopban van elhelyezve.
A mai koncerthárfák kettőspedálhárfák, magasságuk 180 cm körüli és 47 húrjuk van.

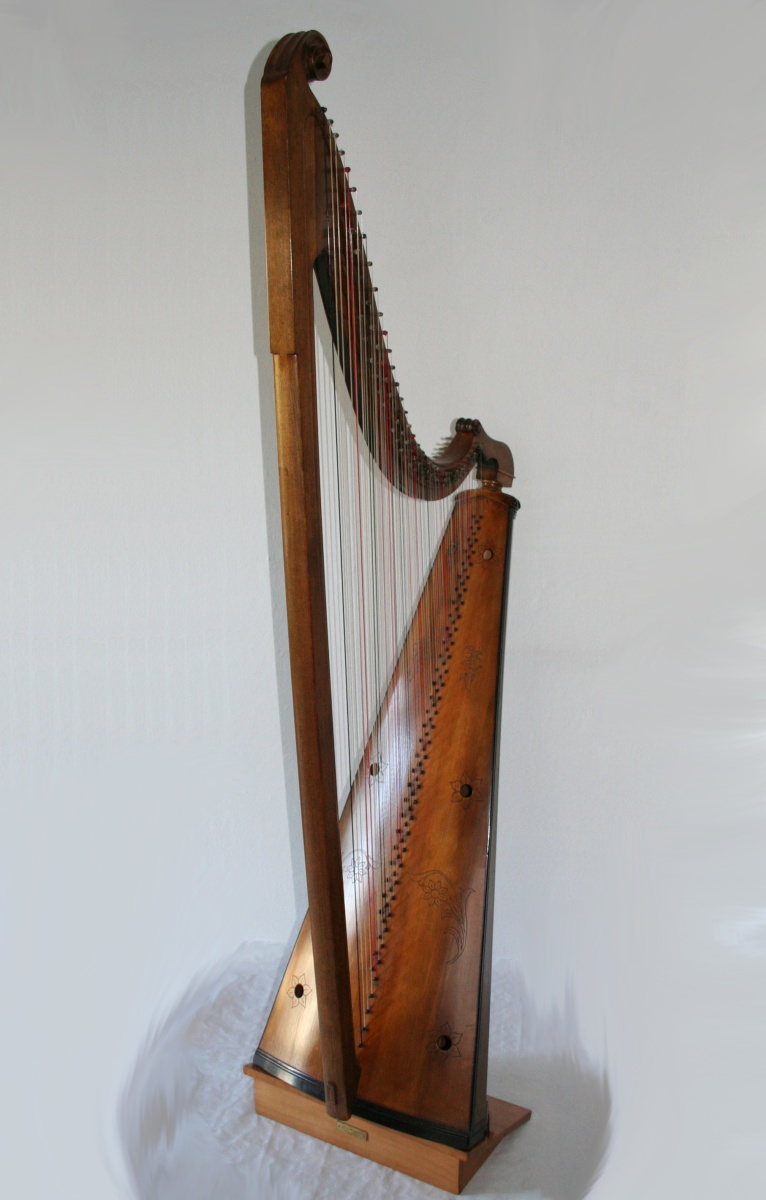
Háromsoros kromatikus hárfa, a walesi Telyn deires
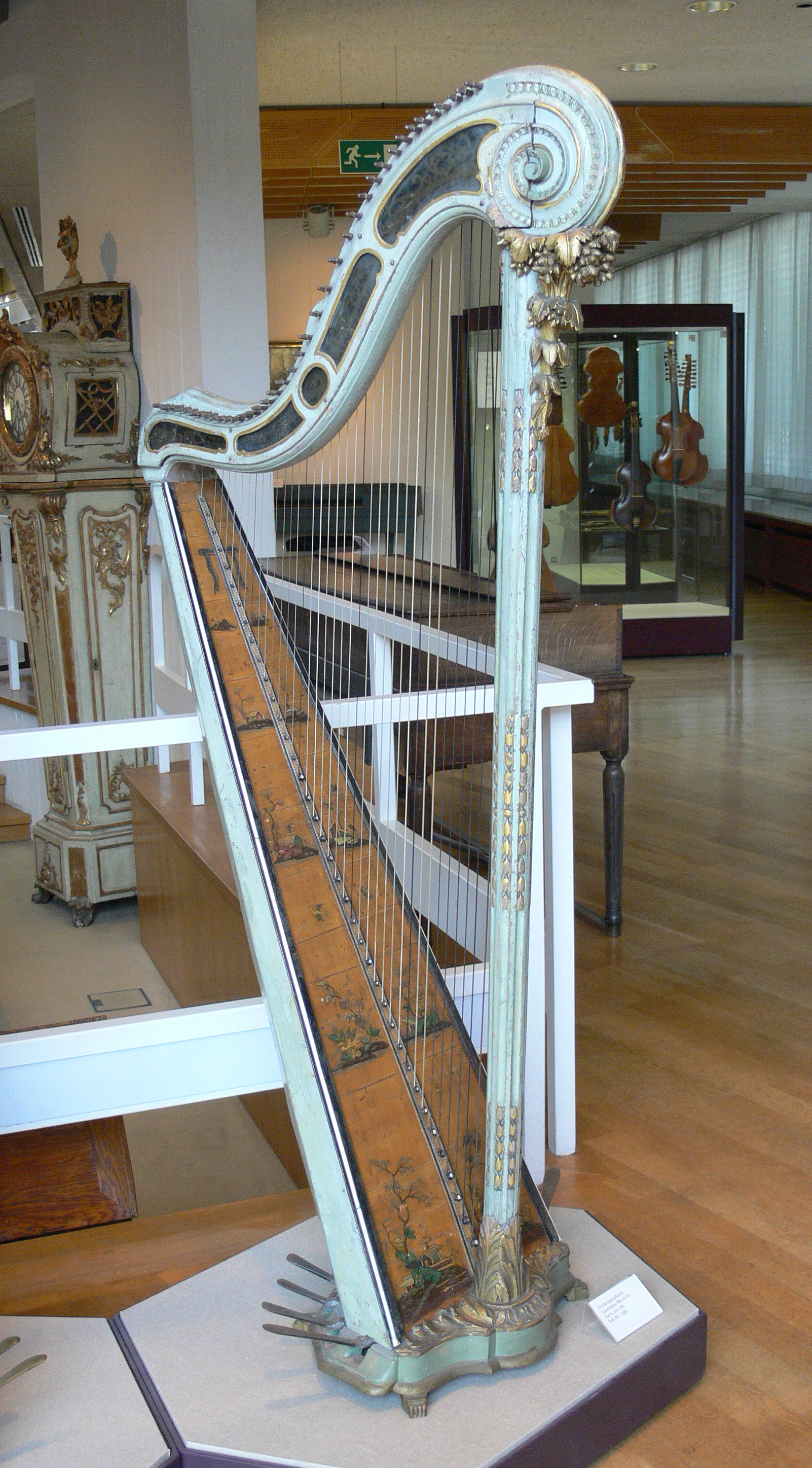
Egyszerű pedálhárfa, Cousineau Père et Fils, 1785, Párizs
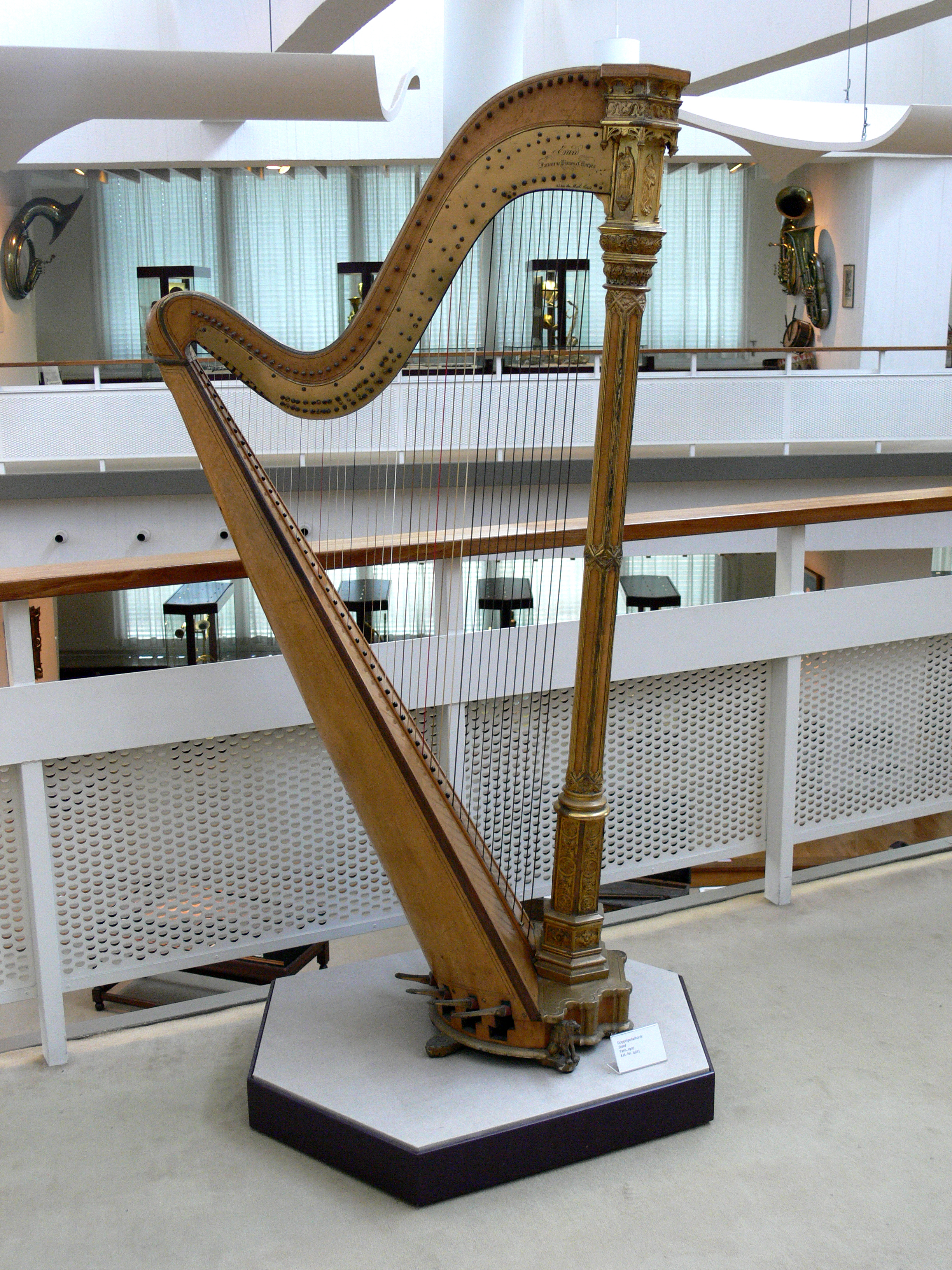
Kettőspedálhárfa, Érard, 1907, Párizs

## Híres hárfások
- Magyar hárfások listája
- Hárfások listája

## Hárfaegyüttesek
- Magyar Hárfaegyüttes
- Magyar Hárfás Trió
- Magyar hárfás trió (Lajtha László-féle)
- New York Harp Ensemble

## Külső hivatkozások
- Encyclopædia Iranica – Harp Archiválva 2011. augusztus 15-i dátummal a Wayback Machine-ben
- Harp Spectrum
- Harphistory.info
- Magyar nyelvű hangszertani írások a hárfáról HarpPost blog